# Manuel Rosas
Manuel Rosas Sánchez (Città del Messico, 29 febbraio 1908 – Città del Messico, 20 febbraio 1989) è stato un calciatore messicano, di ruolo difensore.

## Carriera

### Club

#### Atlante
Durante la sua carriera professionistica ha disputato 5 stagioni con l'Atlante tra il 1929 e il 1934, vincendo un campionato nella stagione 1930-31.

### Nazionale
Con la Nazionale del Messico ha preso parte ai Mondiali del 1930 in Uruguay, manifestazione in cui il Messico perde tutte le tre partite contro Francia, Cile e Argentina. Nella sfida contro il Cile Rosas segna un autogol. Contro l'Argentina Rosas diviene il primo calciatore a realizzare un calcio di rigore in un Mondiale. In seguito realizza un'altra rete contro i biancocelesti segnando una doppietta. Con il Messico concluderà la sua esperienza totalizzando 3 presenze e due reti.

## Palmarès

### Club
- Campionato messicano: 1

Atlante: 1930-1931